# Шліфування

Заточувальний верстат (круг)

Шліфувáння — метод абразивної обробки поверхонь заготовок інструментом, що має вигляд тіла обертання, різальними елементами якого є безліч дуже твердих абразивних або алмазних зерен.

## Опис
Шліфування проводиться на спеціальних шліфувально-полірувальних верстатах з використанням повстяних, бязевих, фетрових чи алмазних кругів. Абразивний матеріал (наждак, корунд, електрокорунд) наноситься на круг за допомогою столярного клею. Особливістю шліфування є одночасне мікрорізання декількома зернами, кожна з яких має 2-3 ріжучі леза й більше. Чим більше зерен беруть участь у різанні, тим менша шорсткість обробленої поверхні. Існують також заточувальні верстати на яких власноміць заточують ріжучий інструмент: свердла, фрези, токарні різці тощо.
Переривчасте шліфування розробив Олександр Якимов.
Шліфувальник обробляє метали, пластмаси й інші конструкційні матеріали різанням за допомогою шліфувальних кіл, сегментів, шкурок. Шліфувальником може бути як чоловік, так і жінка. Шліфувальники бувають 6-ти розрядів.
Для шліфування використовуються найрізноманітніші машини, які найкраще класифікувати як портативні або стаціонарні:
- Переносні електроінструменти, такі як кутові шліфувальні машини, гріндери та відрізні пили:
- Стаціонарні електроінструменти, такі як заточувальний верстат або абразивна пила:
- Стаціонарні гідро- або ручні точильні камені:

Ескіз того, як абразивні частинки в шліфувальному крузі знімають матеріал із заготовки.

Шліфування — це підвид різання, оскільки шліфування є справжнім процесом різання металу. Кожне зерно абразиву функціонує, як мікроскопічна одноточкова ріжуча кромка (хоча і з великим від'ємним переднім кутом), і зрізає крихітну стружку, яка є аналогом того, що умовно називається «зрізаною» стружкою (точіння, фрезерування, свердління, нарізання різьби і т. д.). Однак, серед людей, які працюють в галузі механічної обробки, термін «різання» часто розуміється, як такий, що стосується макроскопічних операцій різання, а шліфування часто ментально класифікується, як «окремий» процес. Ось чому ці терміни зазвичай використовуються окремо в цеховій практиці.
Притирання і шліфування з використанням наждачний папіру є підмножинами шліфування.

## Суперфінішування
Процес оздоблювальної обробки за допомогою спеціальної головки з абразивними брусами, яким надається складний рух відносно поверхні обробки.